# Schaanwald

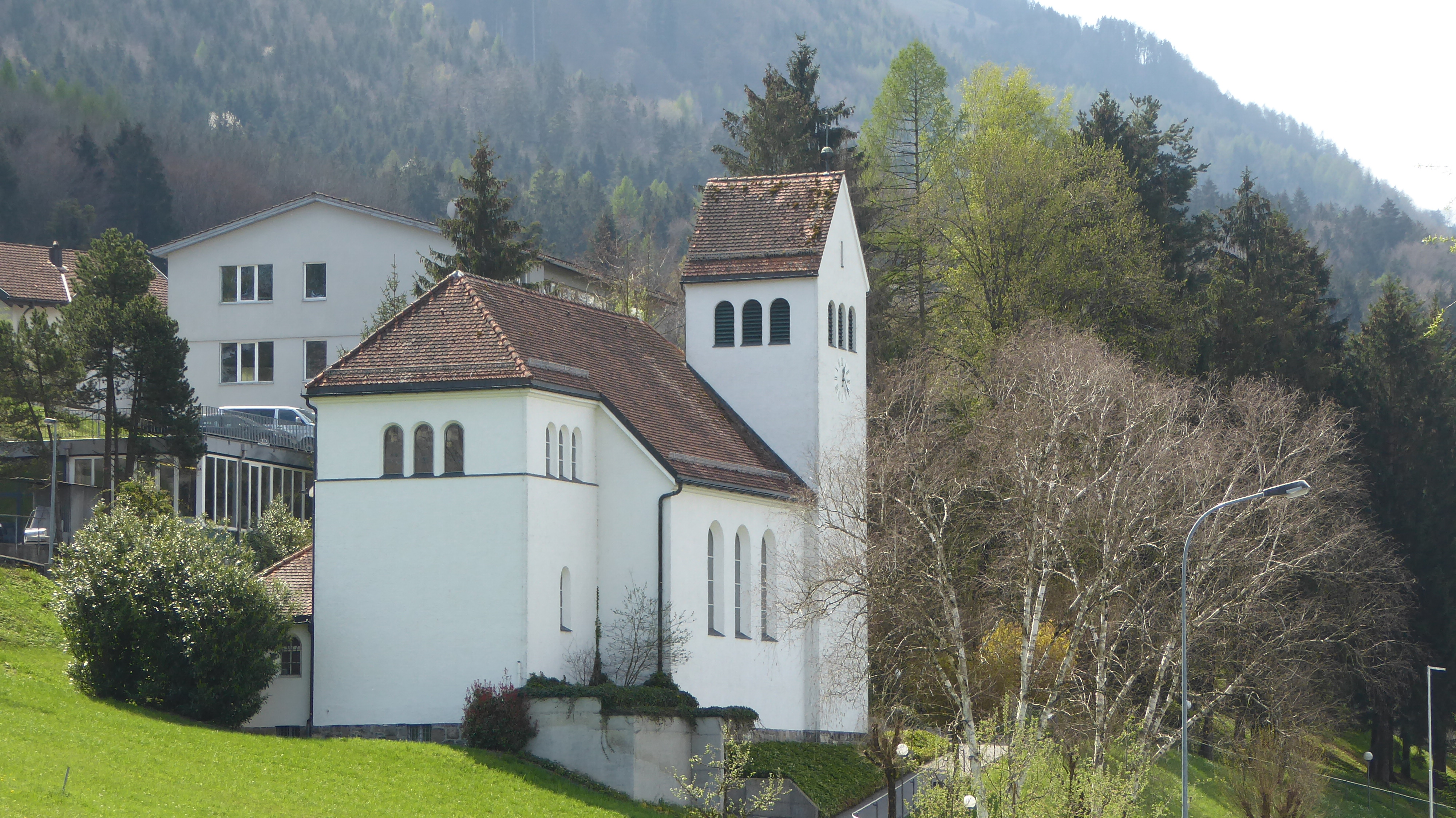
Theresienkapelle

Schaanwald ist ein Ortsteil der Gemeinde Mauren in Liechtenstein. Im Jahr 2011 zählte Schaanwald 818 Einwohner.

## Geographie und Infrastruktur

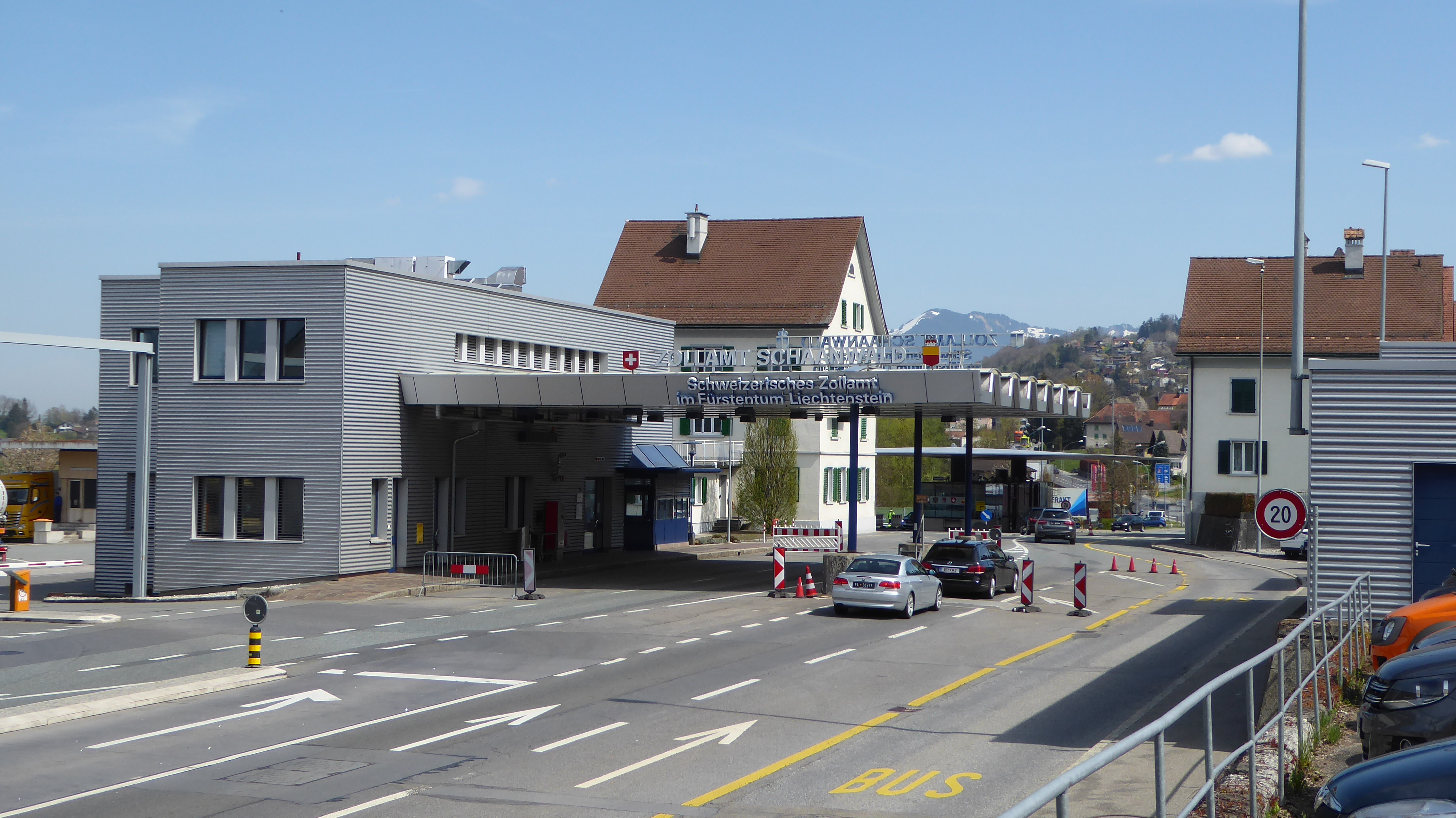
Grenzübergang Schaanwald-Tisis

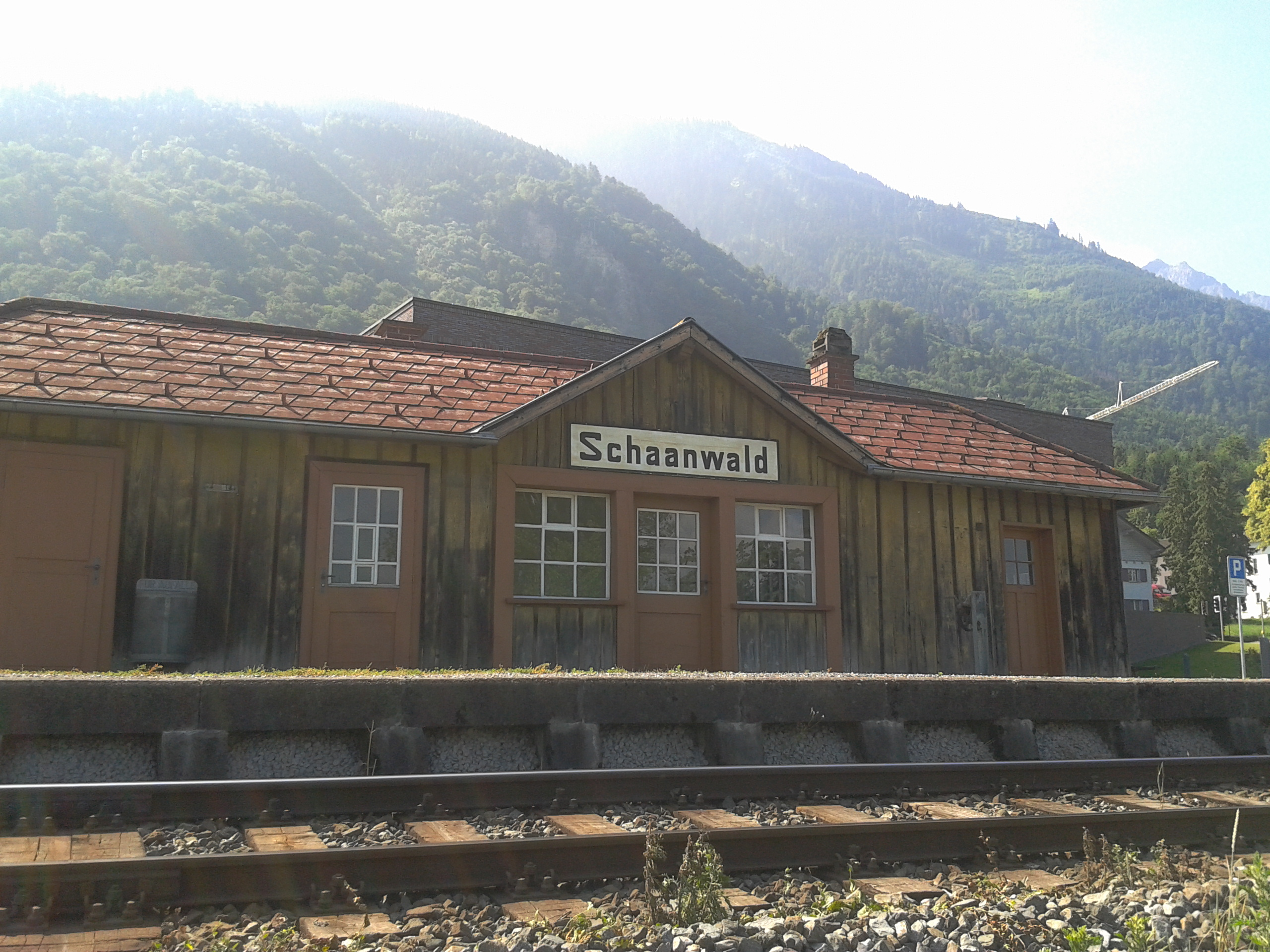
Denkmalgeschütztes Haltestellengebäude Schaanwald

Schaanwald liegt am Fuss des Maurerbergs und ist durch das Maurer Riet von Mauren getrennt. Die 1939 geweihte Kapelle St. Therese von Lisieux liegt auf 465 m ü. M. Schaanwald liegt unmittelbar an der Grenze zwischen Liechtenstein und Österreich und an der Hauptstrasse 16 Buchs–Schaan–Schaanwald. Deren Fortsetzung in Österreich führt als Liechtensteiner Straße (L 191a) nach Feldkirch. Das «Schweizerische Zollamt Schaanwald im Fürstentum Liechtenstein» ist der bedeutendste Grenzübergang zwischen Liechtenstein und Österreich. Schaanwald leidet unter der Verkehrsbelastung, verkehren doch täglich rund 15 000 Fahrzeuge durch den Ort. Die mittlerweile aufgelassene Haltestelle Schaanwald lag an der Bahnstrecke Feldkirch–Buchs. Das Aufnahmsgebäude ist noch vorhanden und ist seit 1999 denkmalgeschützt.

## Geschichte
Vom Ende des 1. Jahrhunderts n. Chr. bis ins 3./4. Jahrhundert stand nahe der Römerstrasse Mailand–Bregenz eine römische Villa. Der Name Schaanwald erscheint ab 1390 in den Grenzbeschreibungen der Herrschaften Jagdberg, Feldkirch und Schellenberg. Von 1782 bis 1870 war Schaanwald Weggeldstation. Schaanwald wuchs bis um 1900 zum Strassendorf mit 27 Häusern und erhielt 1899 eine eigene Schule. Beim Kriegsende im April/Mai 1945 stauten sich auf der österreichischen Seite am Grenzübergang Schaanwald-Tisis Tausende von Flüchtlingen.

## Wirtschaft
Seit 1970 ist in Schaanwald eine Industriezone eingerichtet. Sie beherbergt einen Grossteil der Betriebe und Beschäftigten der Gemeinde Mauren.